# Escalar (matemática)
En términos matemáticos, se llama escalar a los elementos de un cuerpo (en algunos casos también a los elementos de un anillo), generalmente números, y en particular se usa con vectores en álgebra lineal y en cualquier rama que use módulos o espacios vectoriales.

## Definición y propiedades

### Escalares de espacios vectoriales

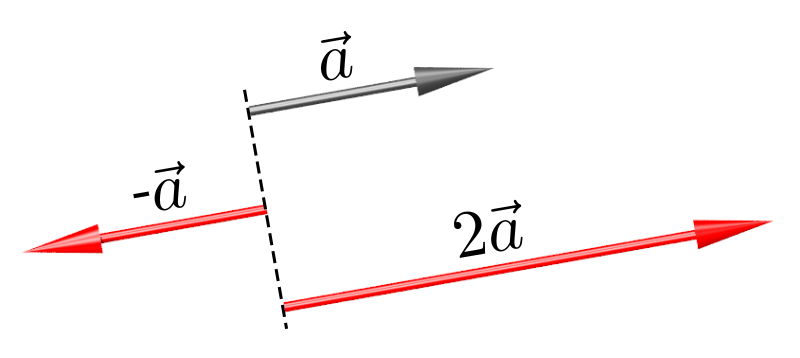
Un escalar es usado para crear un nuevo vector a partir de uno anterior usando la operación de multiplicación escalar.

Un espacio vectorial se define como un conjunto de vectores (un grupo abeliano aditivo), un conjunto de escalares (un cuerpo), y una operación de producto por un escalar que lleva un escalar k y un vector v a un nuevo vector kv. Por ejemplo, en un espacio coordenado, el producto escalar k(v1,v2,...,vn) da (kv1,kv2,...,kvn). En una espacio funcional en el espacio, kf es la función x {\displaystyle \mapsto } k(f(x)).
Los escalares se pueden tomar de cualquier cuerpo, incluyendo los números racionales, algebraicos, reales y complejos, así como cuerpos finitos.

### Escalares como componentes vectoriales
De acuerdo con un teorema fundamental del álgebra lineal, todo espacio vectorial tiene una base. Se deduce que cada espacio vectorial sobre un cuerpo escalar K es isomorfo a un espacio vectorial de coordenadas, donde las coordenadas son elementos gráficos visuales de K. Por ejemplo, cada espacio vectorial real de dimensión n es isomorfo al espacio real de n dimensiones Rn.

### Producto escalar
El espacio de producto escalar es un espacio vectorial V con una operación adicional de producto escalar (o producto interno) que permite a dos vectores producir un número o escalar. Este escalar es un elemento del cuerpo de escalares sobre el que se define el espacio vectorial V como el producto interno de un vector consigo mismo debe ser no negativo, un espacio de producto escalar solo se puede definir sobre cuerpos que soportan la noción de signo (lo cual excluye a los cuerpos finitos o los cuerpos sobre los complejos, aunque en este último caso se puede definir como producto interno una forma hermítica definida positiva, y el problema desaparece).
La existencia del producto escalar hace posible introducir la noción geométrica de ángulo entre dos vectores, y permite formalizar que dos vectores sean ortogonales. La mayoría de espacios de productos escalares se pueden considerar un espacio vectorial normado de una manera natural.

### Escalares en espacios vectoriales normados
Alternativamente, un espacio vectorial V puede dotarse de una función norma que asigna a cada vector v de V un escalar ||v||. Por definición, multiplicando v por un escalar k su norma queda multiplicada por |k|. Si ||v|| se interpreta como la "longitud" de v, esta operación puede describirse como un cambio de escala de la longitud de v mediante el factor k. Un espacio vectorial dotado de una norma se llama espacio vectorial normado (o espacio lineal normado).
La norma se define usualmente como un elemento de V del cuerpo de escalares K. Además si V tiene dimensión 2 o más el cuerpo K debe ser cerrado bajo la extracción de raíces cuadradas. Esto hace que un espacio vectorial sobre {\displaystyle \mathbb {Q} } no puede dotarse de una norma, ya que la raíz cuadrada de ciertos números racionales no es un número racional.